# ساندرا ماكي
ساندرا ماكي (Sandra Mackey)، كاتبة أمريكية، حازت جائزة المؤلفين عن مواضيع ثقافة وسياسة الشرق الأوسط
تحمل ساندرا شهادة الماجستير في العلاقات الدولية من جامعة فرجينيا ودرّست العلوم السياسية في جامعة ولاية جورجيا. كما عملت كباحث زائر في قسم وودرو ويلسون للشؤون الحكومية والعلاقات الخارجية في جامعة فرجينيا.
ظهرت كتاباتها في العديد من الدوريات كشيكاغو تريبيون ولوس أنجلوس تايمز ووول ستريت جورنال وكريسشان ساينس مونيتور.
كما ظهرت في العديد من البرامج الحوارية كبرنامج بايت لاين الإخباري الأمريكي وبي بي سي وأخبار هذا المساء على قناة أيه بي سي. ويذكر أنها عملت كمعلق سياسي على أخبار حرب الخليج الأولى على قناة سي إن إن. اختير كتابها «لبنان: موت أمة» ضمن قائمة أفضل الكتب البارزة لعام 1989.

## المؤلفات
ألّفت سارة ماكي العديد من الكتب، منها:
- السعوديون: في مملكة الصحراء, W. W. Norton and Co., New York, 1987 ISBN 0-395-41165-3.
  - نسخة معدّلة أصدرت عام 2002, ISBN 0-393-32417-6 pbk
- لبنان: موت أمة, W. W. Norton and Co., New York, 1989 ISBN 0-393-32843-0.
- العاطفة والسياسة:عالم العرب المضطرب, Penguin Group, New York, 1992 ISBN 0-525-93499-5
- الإيرانيون:فارس والإسلام وروح الأمة, Penguin Group, New York, 1996 ISBN 0-452-27563-6
- تصفية حساب: العراق وإرث صدام حسين, W. W. Norton, New York, 2003, ISBN 0-393-32428-1
- لبنان: بيت مقسّم, W. W. Norton, New York, 2006, ISBN 0-393-32843-0
- مرآة على العالم العربي: الصراع في لبنان, W. W. Norton, New York, 2008, ISBN 978-0-393-06218-2

## روابط خارجية
- محاضرة في جامعة كاليفورنيا
- Booknotes interview with Mackey on The Reckoning: Iraq and the Legacy of Saddam Hussein, July 7, 2002.